# Slaget ved Deal
Slaget ved Deal blev udkæmpet den 3. juli 1495 i havnebyen Deal i Kent, da tronprætendenten Perkin Warbecks styrker forsøgte en landsætning og blev fordrevet af Tudor-monarken Henrik 7.'s støtter. Warbecks 1.500 mænd omfattede mange europæiske lejesoldater, der var blevet hyret på hans vegne af Margrete af York, mens Tudor-styrkerne hovedsagelig var lokale fra Kent. Hårde kampe fandt sted på den stejlt skrånende strand. Efter at have trukket sig tilbage på havet, drog Warbeck derefter til Irland, hvor han iværksatte en lige så mislykket belejring af Waterford.